# Prix de l’Académie de Berlin
Der Prix de l’Académie de Berlin ist ein deutsch-französischer Kultur- und Literaturpreis.
Der Preis wird seit 2008 jährlich von der Académie de Berlin „für außergewöhnliche Leistungen zur Belebung und Vertiefung der Beziehungen zwischen Franzosen und Deutschen verliehen“ und ist mit 10.000 Euro dotiert (Stand 2022). Von 2008 bis 2013 wurde der Preis von der Robert-Bosch-Stiftung gefördert, seit 2014 werden das Preisgeld und die Verleihung von der Würth-Gruppe finanziert.
Als Preisträger in Betracht kommen können „Personen, Personengruppen oder Institutionen aus Frankreich oder Deutschland, die in Kunst, Kultur, Politik, Wirtschaft, Wissenschaft, Bildung, Gesellschaft oder Kirchen tätig sind und die nicht als professionelle Mittler für die deutsch-französischen Beziehungen arbeiten.“

## Preisträger
- 2008: Tomi Ungerer
- 2009: Johannes Willms
- 2010: L’Arche (Paris) und Matthes & Seitz Berlin (Verlagshäuser)
- 2011: Stéphane Hessel
- 2012: Eva Moldenhauer (Übersetzerin) und Bernard Lortholary (Übersetzer)
- 2013: Georges-Arthur Goldschmidt
- 2014: Luc Bondy
- 2015: Bénédicte Savoy
- 2016: Cécile Wajsbrot
- 2017: Étienne François
- 2018: Festival Perspectives
- 2019: Annie Ernaux[3]
- 2020: Philippe Lançon
- 2021: Floriane Azoulay sowie das Studierendenprojekt „Französische Stimmen zu Gehör gebracht: Zeugnisse zum KZ-Komplex Flossenbürg 1938-1945“[4]
- 2022: Yasmina Reza
- 2023: Festival Primeurs[5]
- 2024: Didier Eribon[6]